# Newington (Swale)
Newington es una parroquia civil y un pueblo del distrito de Swale, en el condado de Kent (Inglaterra).

## Geografía
Según la Oficina Nacional de Estadística británica, Newington tiene una superficie de 7,49 km².

## Demografía
Según el censo de 2001, Newington tenía 2489 habitantes (48,09% varones, 51,91% mujeres) y una densidad de población de 332,31 hab/km². El 20,37% eran menores de 16 años, el 71,96% tenían entre 16 y 74 y el 7,67% eran mayores de 74. La media de edad era de 39,93 años. Del total de habitantes con 16 o más años, el 24,57% estaban solteros, el 57,37% casados y el 18,06% divorciados o viudos.
El 96,34% de los habitantes eran originarios del Reino Unido. El resto de países europeos englobaban al 1,45% de la población, mientras que el 2,21% había nacido en cualquier otro lugar. Según su grupo étnico, el 98,71% eran blancos, el 0,48% mestizos, el 0,68% asiáticos y el 0,12% chinos. El cristianismo era profesado por el 76,96%, el budismo por el 0,2%, el hinduismo por el 0,2%, el islam por el 0,44% y cualquier otra religión, salvo el judaísmo y el sijismo, por el 0,52%. El 13,83% no eran religiosos y el 7,84% no marcaron ninguna opción en el censo.
1200 habitantes eran económicamente activos, 1134 de ellos (94,5%) empleados y 66 (5,5%) desempleados. Había 1044 hogares con residentes, 22 vacíos y 5 eran alojamientos vacacionales o segundas residencias.